# Interpump Group
Interpump Group S.p.A. er en italiensk producent af højt- og meget højttryks vandpumper. De er engageret indenfor hydraulik-branchen. Virksomheden blev etableret i 1977 i Sant'Ilario d'Enza i provinsen Reggio Emilia.